# Valens SG
| SG ist das Kürzel für den Kanton St. Gallen in der Schweiz. Es wird verwendet, um Verwechslungen mit anderen Einträgen des Namens Valens zu vermeiden. |

Valens ist eine Ortschaft in der politischen Gemeinde Pfäfers im Süden des Kantons St. Gallen im Wahlkreis Sarganserland. Sie bildet mit Vasön die Ortsgemeinde Valens-Vasön.

## Lage

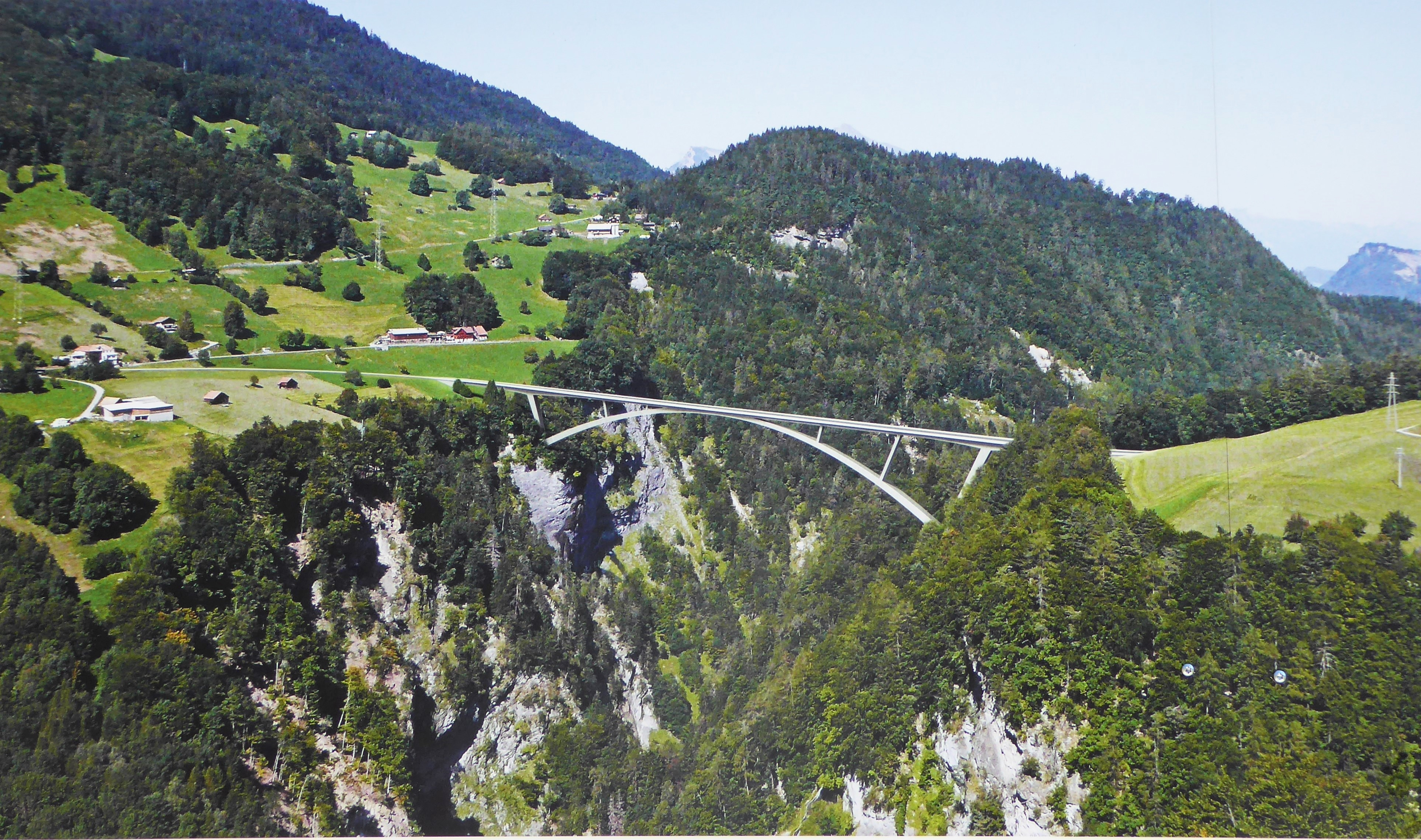
Taminabrücke

Valens liegt auf einer Sonnenterrasse am linken Hang des Taminatals oberhalb von Bad Pfäfers und ist Ausgangspunkt für verschiedene Bergwanderungen. Eine der Routen führt in die Taminaschlucht und zum alten Bad Pfäfers. Seit 2017 ist Valens über die Taminabrücke mit dem auf der anderen Talseite gelegenen Gemeindehauptort verbunden.

## Geschichte
Der Ort wurde um 1160 als Valendis urkundlich erwähnt. Grundherr war der Abt von Pfäfers. Die 1327 in Valens erwähnte Filialkirche von Ragaz wurde 1528 zur St. Philipp und Jakob geweihten Pfarrkirche erhoben, der auch Vasön angehörte. Bis zur Aufhebung des Klosters Pfäfers 1838 betreuten Mönche die Pfarrei. Nach einem Dorfbrand 1755 erfolgte der Neubau der Kirche. Seit 1803 gehört Valens zur politischen Gemeinde Pfäfers. 1970 wurde die Bäderklinik Valens als Rheuma- und Rehabilitationszentrum mit Thermalwasser aus der Therme Pfäfers eröffnet.
| Jahr      | 1725 | 1836 | 2000 |
| Einwohner | 344  | 276  | 408  |

## Wirtschaft
Wichtigster Arbeitgeber ist die auf Rheumatologie und Neurologie spezialisierte Klinik Valens. Deren Behandlungen werden unterstützt von Therapien im heilkräftigen Thermalwasser aus der Therme Pfäfers, die auch der Öffentlichkeit zur Verfügung steht. Daneben bieten Land- und Forstwirtschaft sowie das Kleingewerbe weitere Arbeitsplätze.